# 劉榮熙
劉榮熙，字緝堂，一字春台，贵州贵阳人，清朝政治人物、進士出身。

## 生平
嘉慶二十四年（1819年）清仁宗六旬己卯科進士，二甲三十四名，选翰林院庶吉士，散館改主事，官浙江嘉興府知府。